# Biblical Archaeology Review
Biblical Archaeology Review – dwumiesięcznik wydawany od 1975 roku w Waszyngtonie przez Biblical Archaeology Society. Pismo publikuje prace oryginalne związane z archeologią biblijną, czyli zakresem nakładania się zagadnień z zakresu biblistyki i archeologii.